# Jardin royal Matsudaira d'Aizu
Le jardin royal Matsudaira d'Aizu (御薬園) est un jardin d'herbes médicinales de la ville d'Aizuwakamatsu dans la préfecture de Fukushima au Japon. 

## Histoire
Le jardin est créé dans les années 1380. Dans les années 1430, Ashina Morihisa, 10e seigneur du clan Ashina, considérant qu'il s'agit d'un endroit sacré, conserve le jardin comme villa. En 1670, Matsudaira Masatsune, second seigneur du fief d'Aizu, y cultive de nombreuses herbes. Les paysans sont encouragés à cultiver des herbes aussi le jardin est-il appelé Oyakuen ou « jardin d'herbes médicinales ». De nos jours, il y a environ 400 sortes de plantes médicinales et d'arbres cultivés dans et autour du jardin. Meguro Jotei, un jardinier paysagiste pendant l'époque d'Edo, a conçu le tracé actuel du jardin afin de montrer la nature en miniature, ce qui est typique d'un jardin japonais. L'étang de jardin, nommé Shinji ne Ike, reprend la forme du caractère kanji pour « cœur » (心). Le périmètre du jardin, rectangulaire, est d'à peu près 540 m pour une superficie d'environ 1,7 ha.

## Le Chōyōkaku (重陽閣)

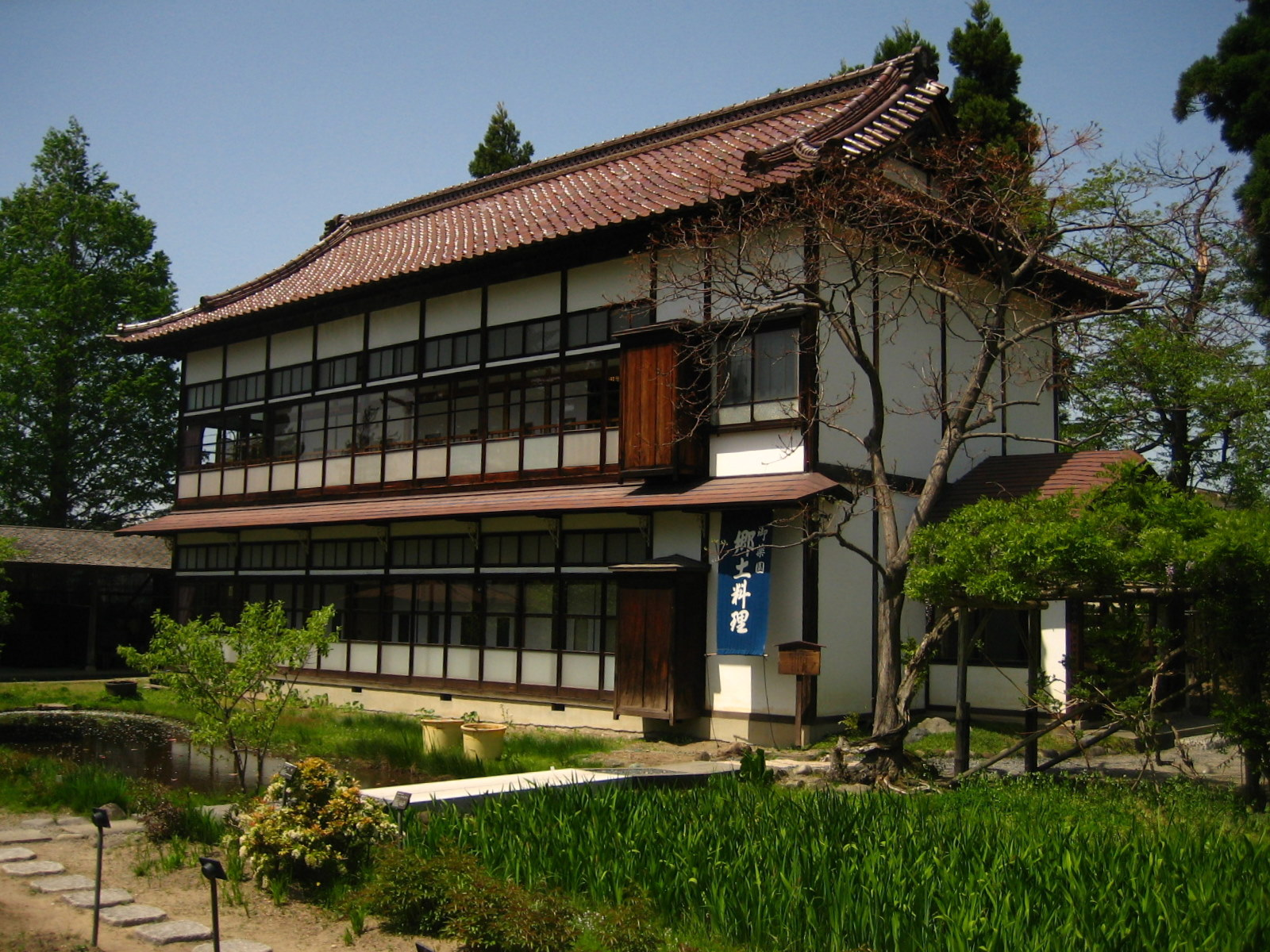
Le Chōyōkaku.

Le Chōyōkaku a été construit un 9 septembre, une date appelée chōyō dans le calendrier japonais. En 1928, la princesse Chichibu a résidé au Chōyōkaku lors de sa visite au jardin. En 1973, le bâtiment a été installé à son emplacement actuel.

## L'Ochayagoten (御茶屋御殿)
Construit dans le style «  Izumidono », l'Ochayagoten date de l'époque de Muromachi. Chaque pièce dispose d'au moins quatre tatamis et demi. Le bâtiment était utilisé lorsque des seigneurs, des fonctionnaires supérieurs, des commerçants ou des personnages d'importance du clan étaient invités à Aizu.

## Le Rakujutei (楽寿亭)

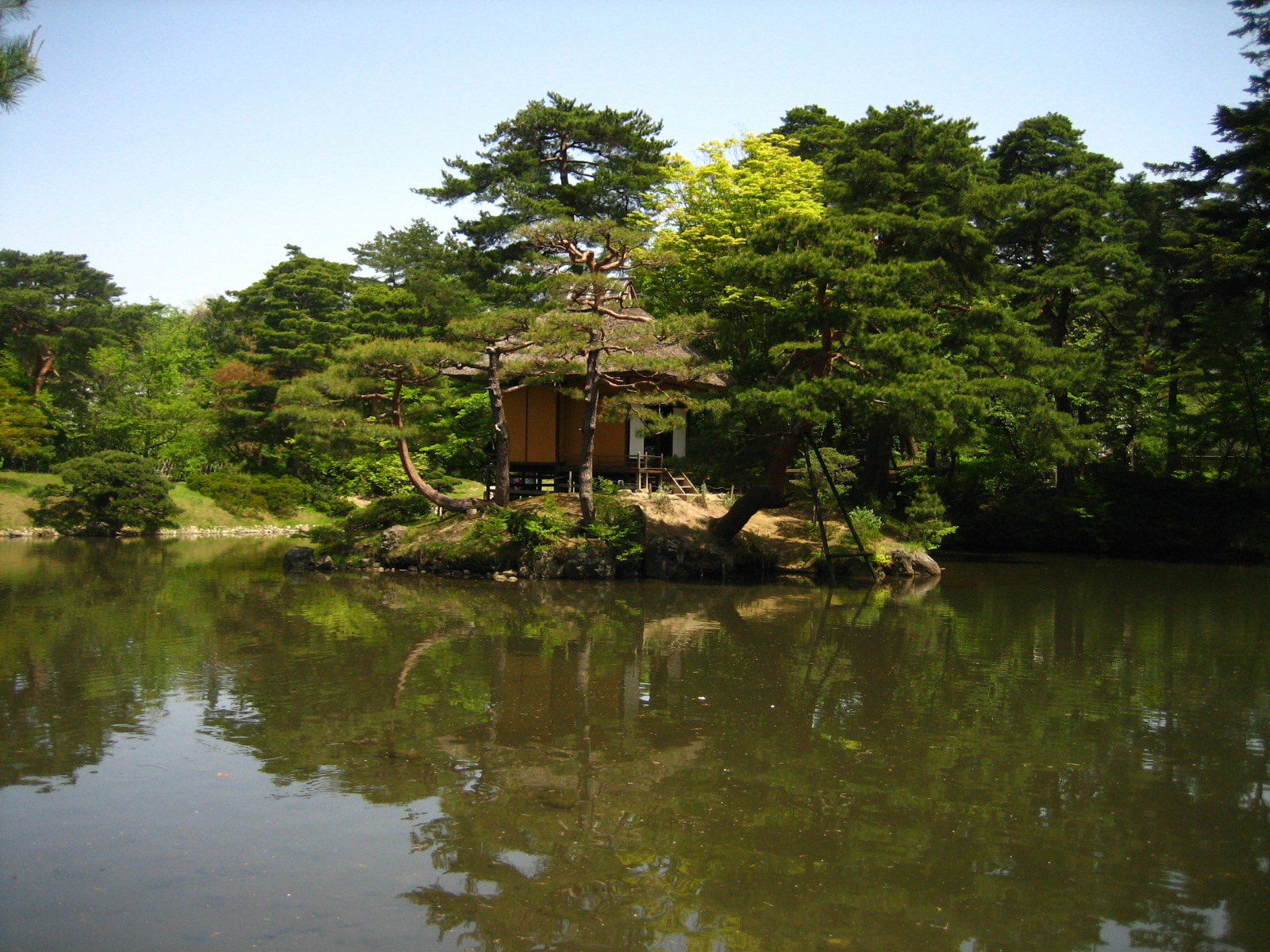
Le Rakujutei.

Le Rakujutei est un chalet destiné à la cérémonie du thé japonaise construit sur Naka shima ou « île du milieu ». Il dispose d'une alcôve et d'un toit chaumé. Les seigneurs féodaux et les dirigeants du clan y participaient aux cérémonies du thé.

## Source de la traduction
- (en) Cet article est partiellement ou en totalité issu de l’article de Wikipédia en anglais intitulé « Aizu Matsudaira's Royal Garden » (voir la liste des auteurs).